# Ġorġ Borġ Olivier
Ġorġ Borġ Olivier (Valletta, 1911. július 5. - Sliema, 1980. október 29.) máltai jogász, politikus, két alkalommal az ország miniszterelnöke volt. Keresztnevét a máltai nyelvű szövegek kivételével általában angolosan George, máltai és olasz szövegekben néha Giorgio alakban használják.

## Élete és pályája
Vallettában született 1911-ben, a líceumban tanult majd a Máltai Egyetemen szerzett jogi doktorátust 1937-ben. 1939-ben beválasztották a kormányzótanácsba. A kormányzat újbóli felállításakor (1947) az alkotmányozó tanács tagjává választották, egyben az ellenzék vezetőjének helyettese lett. Enrico Mizzi kormányában a Munkaügyi és Újjáépítési Minisztérium és az oktatásügy vezetője lett, majd Mizzi halála után 1950 decemberétől a miniszterelnöki és igazságügyminiszteri posztot is betöltötte. 1951-ben és 1953-ban is kisebbségi kormányt alakított a Paul Boffa vezette Máltai Munkások Pártjával (Malta Worker's Party) koalícióban. 1955-ben a Nemzeti Párt elvesztette a választásokat, Borġ Olivier az ellenzék vezetője lett. Dom Mintoff sikertelen tárgyalásait követően, amelyek célja az volt, hogy Málta az Egyesült Királyság részévé váljon, a britek 1958-ban felfüggesztették az alkotmányt. Négy év múlva az Olivier vezette Nemzeti Párt nyerte a választásokat, 1963. július 13-án a Brit Nemzetközösség miniszterelnökeivel tárgyalt Málta teljes függetlenségéről. 1964. szeptember 21-én az ország önálló lett. 1965 márciusától a miniszterelnöki és gazdasági miniszteri pozíció mellett a kül- és nemzetközösségi ügyek minisztere is lett. A következő évben újraválasztották. 1971-ben ismét Mintoff került hatalomra. Olivier az elvesztett 1976-os választások után visszavonult a pártvezetéstől, de parlamenti székéről nem mondott le. Sliemában halt meg 1980-ban.
Mérsékelt nyugatbarát politikai beállítottság jellemezte, igyekezett Málta gazdaságát a brit kapcsolatokra alapozni, ám a brit katonai kiadások csökkentése végül bizonytalanságot és Borġ Olivier bukását eredményezték.

## Elismerések
- 1964. január 25-én VI. Pál pápa a Szilveszter pápa lovagrend lovagjává ütötte;
- Málta függetlenségének napján a máltai egyetem az Irodalom Doktora címet adományozta neki;
- 1964 novemberében a pápa a IX. Piusz lovagrend tagjává is fogadta;
- 1968. június 24-én a Máltai lovagrend érdemrendjének nagykeresztjével tüntették ki.

## Család
1943-ban vette feleségül Alexandra Matteit, akitől két fia (Alexander és Peter) valamint egy lánya (Angela) született.

## Kapcsolódó oldalak
- Málta miniszterelnökeinek listája